# Benny Wenda
Benny Wenda (Baliemvallei, Papoea, 1975) is een West-Papoeaans onafhankelijkheidsleider en internationaal lobbyist voor de onafhankelijkheid van West-Papoea van Indonesië. Hij leeft in ballingschap in het Verenigd Koninkrijk. In 2003 werd hem politiek asiel verleend na zijn ontsnapping uit een Indonesische gevangenis in 2002.
Wenda is de oprichter van de Free West Papua Campaign en heeft opgetreden als special representative van de Papoea's in het Britse parlement, de Verenigde Naties en het Europees Parlement. In 2014 werd hij aangesteld als woordvoerder van de United Liberation Movement for West Papua (ULMWP), een organisatie die de drie belangrijkste politieke organisaties die strijden voor de onafhankelijkheid van West-Papoea verenigt.
In 2015 werd de biografische documentaire The Road to Home uitgebracht.